# Seniorat północno-wschodni diecezji wschodniej PNKK
Seniorat północno-wschodni PNKK (Northeast Seniorate) – seniorat (dekanat) diecezji wschodniej Polskiego Narodowego Kościoła Katolickiego w USA i Kanadzie (PNKK) położony w Stanach Zjednoczonych Ameryki Północnej. Parafie senioratu znajdują się w stanie Massachusetts, Rhode Island i New Hampshire. Na terenie senioratu rezyduje biskup Paweł Sobiechowski w katedrze św. Trójcy w Manchesterze, gdzie znajduje się stolica diecezji wschodniej PNKK. Seniorem (dziekanem) senioratu jest ks. Robert M. Nemkovich Jr. z Fall River (syn biskupa Roberta Nemkovicha).

## Parafie senioratu północno-wschodniego
- parafia św. Krzyża w Central Falls, proboszcz: ks. sen. ks. Robert M. Nemkovich Jr.
- parafia św. Trójcy w Fall River, proboszcz: ks. sen. ks. Robert M. Nemkovich Jr.
- parafia św. Kazimierza w Lowell, proboszcz: ks. Andrzej Tenus
- parafia św. Trójcy w Manchesterze, proboszcz: bp Paweł Sobiechowski
- parafia Zbawiciela Naszego w Woonsocket, proboszcz: ks. Henryk Woś